# 謝家湾駅
謝家湾駅（しゃかわん-えき）は、中華人民共和国重慶市九竜坡区に位置する重慶軌道交通2号線の駅である。駅番号は环/28、2/11。

## 駅構造
2号線が相対式ホーム2面2線の高架駅 環状線が島式ホーム1面2線の地下駅。出口はAとBの2箇所ある。

### 2号線
| 2号線ホーム | 相対式ホーム              |
| 2号線ホーム | ←2号線 大坪・較場口方面   |
| 2号線ホーム | 2号線 動物園・新山村方面→ |
| 2号線ホーム | 相対式ホーム              |

### 環状線
| 至重慶西 | ←      | 上り | ← |          |
|          | ホーム |      |   |          |
|          | →      | 下り | → | 至重慶西 |

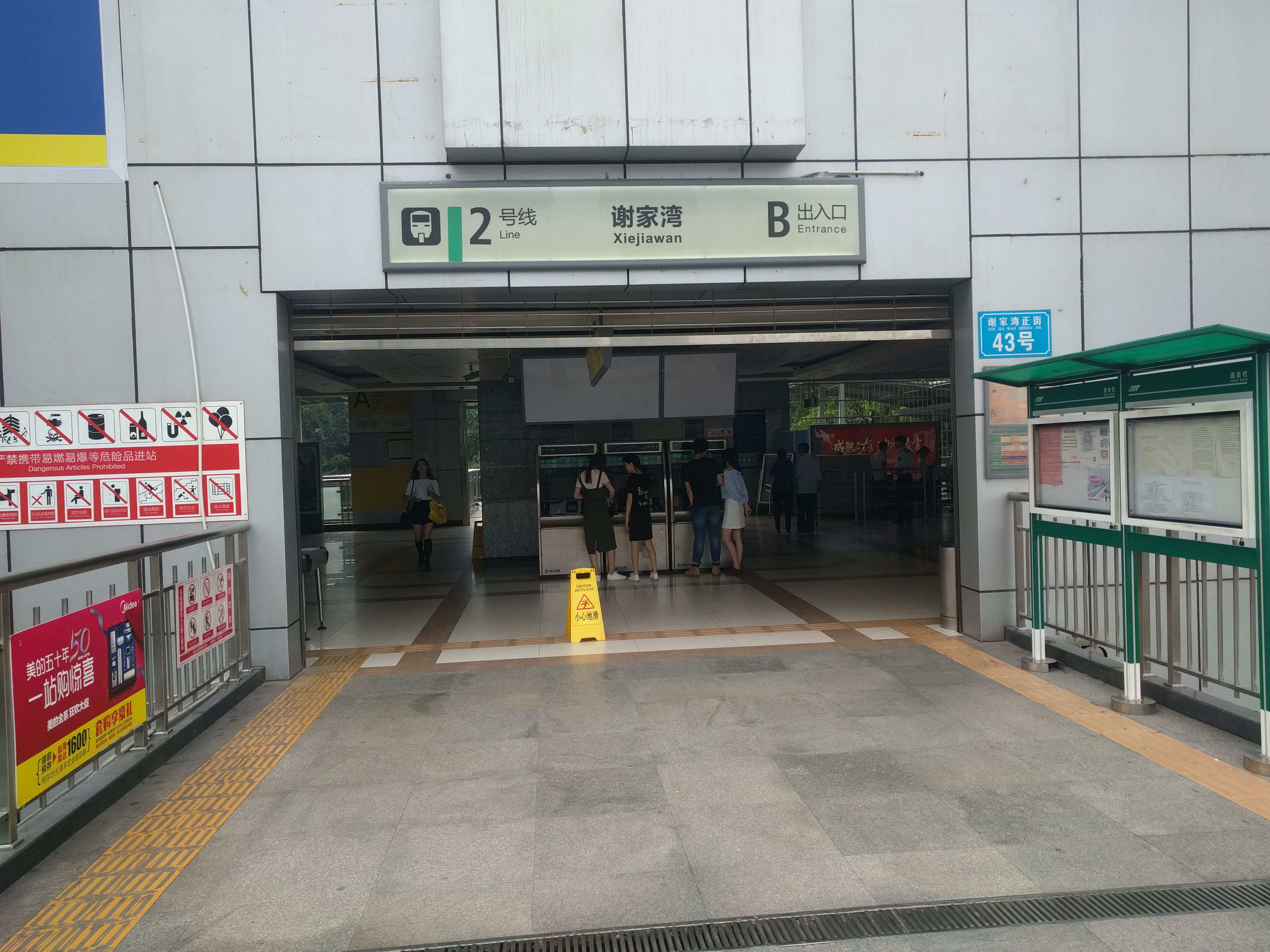
B出入口
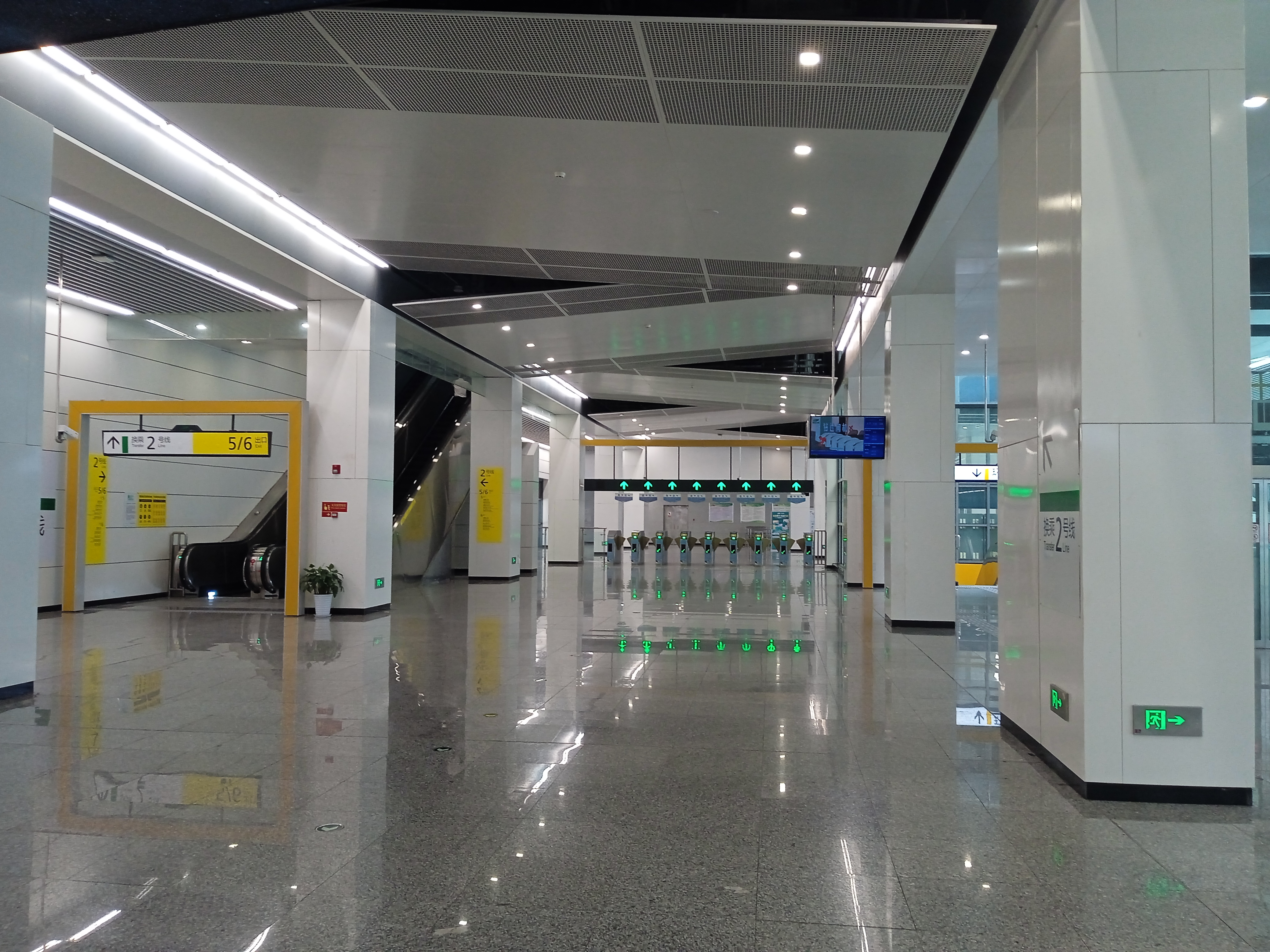
環状線改札口

## 駅周辺
- 艾佳沁園住宅小区
- 育才中学（20中）
- 謝家湾正街
- 建設工業集団
- 臨近建設工業集団
- 謝家湾立交橋

## 歴史
- 2005年6月18日 - 開業。

## 隣の駅
重慶軌道交通
■2号線
袁家崗駅 (210) - 謝家湾駅 (211) - 楊家坪駅 (212)